# Eredivisie i fotboll för herrar
Eredivisie (Nederländska: Ärodivisionen/Hedersdivisionen) är den högsta divisionen i fotboll i Nederländerna för klubblag. Den startade säsongen 1956/1957 och för närvarande deltar 18 lag, som möts hemma och borta i totalt 34 omgångar. Då säsongen är slutspelad flyttas jumbolaget ner till Eerste Divisie medan lag 16–17 måste kvalspela för att hålla sig kvar.

## Tidigare vinnare
Eredivisie (1956–)
- 1956/57 - Ajax
- 1957/58 - VV DOS
- 1958/59 - Sparta Rotterdam
- 1959/60 - Ajax
- 1960/61 - Feyenoord
- 1961/62 - Feyenoord
- 1962/63 - PSV
- 1963/64 - AFC DWS
- 1964/65 - Feyenoord
- 1965/66 - Ajax
- 1966/67 - Ajax
- 1967/68 - Ajax
- 1968/69 - Feyenoord
- 1969/70 - Ajax
- 1970/71 - Feyenoord
- 1971/72 - Ajax
- 1972/73 - Ajax
- 1973/74 - Feyenoord
- 1974/75 - PSV
- 1975/76 - PSV
- 1976/77 - Ajax
- 1977/78 - PSV
- 1978/79 - Ajax
- 1979/80 - Ajax
- 1980/81 - AZ '67
- 1981/82 - Ajax
- 1982/83 - Ajax
- 1983/84 - Feyenoord
- 1984/85 - Ajax
- 1985/86 - PSV
- 1986/87 - PSV
- 1987/88 - PSV
- 1988/89 - PSV
- 1989/90 - Ajax
- 1990/91 - PSV
- 1991/92 - PSV
- 1992/93 - Feyenoord
- 1993/94 - Ajax
- 1994/95 - Ajax
- 1995/96 - Ajax
- 1996/97 - PSV
- 1997/98 - Ajax
- 1998/99 - Feyenoord
- 1999/00 - PSV
- 2000/01 - PSV
- 2001/02 - Ajax
- 2002/03 - PSV
- 2003/04 - Ajax
- 2004/05 - PSV
- 2005/06 - PSV
- 2006/07 - PSV
- 2007/08 - PSV
- 2008/09 - AZ
- 2009/10 - FC Twente
- 2010/11 - Ajax
- 2011/12 - Ajax
- 2012/13 - Ajax
- 2013/14 - Ajax
- 2014/15 - PSV
- 2015/16 - PSV
- 2016/17 - Feyenoord
- 2017/18 - PSV
- 2018/19 - Ajax
- 2019/20 - Avbruten
- 2020/21 - Ajax
- 2021/22 - Ajax
- 2022/23 - Feyenoord
- 2023/24 - PSV

### Guldtabell
| Klubb            | Mästare | Tvåa | År som mästare |
| ---------------- | ------- | ---- | --- |
| Ajax             | 36      | 23   | 1917–18, 1918–19, 1930–31, 1931–32, 1933–34, 1936–37, 1938–39, 1946–47, 1956–57, 1959–60, 1965–66, 1966–67, 1967–68, 1969–70, 1971–72, 1972–73, 1976–77, 1978–79, 1979–80, 1981–82, 1982–83, 1984–85, 1989–90, 1993–94, 1994–95, 1995–96, 1997–98, 2001–02, 2003–04, 2010–11, 2011–12, 2012–13, 2013–14, 2018–19, 2020–21, 2021–22 |
| PSV              | 25      | 16   | 1928–29, 1934–35, 1950–51, 1962–63, 1974–75, 1975–76, 1977–78, 1985–86, 1986–87, 1987–88, 1988–89, 1990–91, 1991–92, 1996–97, 1999–00, 2000–01, 2002–03, 2004–05, 2005–06, 2006–07, 2007–08, 2014–15, 2015–16, 2017–18, 2023–24 |
| Feyenoord        | 16      | 22   | 1923–24, 1927–28, 1935–36, 1937–38, 1939–40, 1960–61, 1961–62, 1964–65, 1968–69, 1970–71, 1973–74, 1983–84, 1992–93, 1998–99, 2016–17, 2022–23 |
| HVV Den Haag     | 10      | 1    | 1890–91, 1895–96, 1899–1900, 1900–01, 1901–02, 1902–03, 1904–05, 1906–07, 1909–10, 1913–14 |
| Sparta Rotterdam | 6       | –    | 1908–09, 1910–11, 1911–12, 1912–13, 1914–15, 1958–59 |
| RAP              | 5       | 3    | 1891–92, 1893–94, 1896–97, 1897–98, 1898–99 |
| Go Ahead Eagles  | 4       | 5    | 1916–17, 1921–22, 1929–30, 1932–33 |
| Koninklijke HFC  | 3       | 3    | 1889–90, 1892–93, 1894–95 |
| Willem II        | 3       | 1    | 1915–16, 1951–52, 1954–55 |
| HBS Craeyenhout  | 3       | –    | 1903–04, 1905–06, 1924–25 |
| AZ               | 2       | 3    | 1980–81, 2008–09 |
| Heracles Almelo  | 2       | 1    | 1926–27, 1940–41 |
| ADO Den Haag     | 2       | –    | 1941–42, 1942–43 |
| RCH              | 2       | –    | 1922–23, 1952–53 |
| NAC Breda        | 1       | 4    | 1920–21 |
| FC Twente        | 1       | 3    | 2009–10 |
| DWS              | 1       | 3    | 1963–64 |
| Roda JC Kerkrade | 1       | 2    | 1955–56 |
| Be Quick         | 1       | 2    | 1919–20 |
| FC Eindhoven     | 1       | 2    | 1953–54 |
| SC Enschede      | 1       | 1    | 1925–26 |
| DOS              | 1       | 1    | 1957–58 |
| FC Den Bosch     | 1       | 1    | 1947–48 |
| De Volewijckers  | 1       | –    | 1943–44 |
| HFC Haarlem      | 1       | –    | 1945–46 |
| Limburgia        | 1       | –    | 1949–50 |
| SVV              | 1       | –    | 1948–49 |
| Quick Den Haag   | 1       | –    | 1907–08 |
| VV Concordia     | 1       | –    | 1888–89 |

## Klubbar säsongen 2019/2020
| Lag               | Stad       | Stadium                    | Kapacitet |
| ----------------- | ---------- | -------------------------- | --------- |
| Ajax              | Amsterdam  | Johan Cruijff Arena        | 54 033    |
| AZ                | Alkmaar    | AFAS Stadion               | 17 250    |
| ADO Den Haag      | Haag       | Cars Jeans Stadion         | 15 000    |
| FC Emmen          | Emmen      | De Oude Meerdijk           | 8 600     |
| Feyenoord         | Rotterdam  | De Kuip                    | 51 137    |
| Fortuna Sittard   | Sittard    | Fortuna Sittard Stadion    | 12 500    |
| FC Groningen      | Groningen  | Euroborg                   | 22 579    |
| SC Heerenveen     | Heerenveen | Abe Lenstra Stadion        | 26 100    |
| Heracles Almelo   | Almelo     | Polman Stadion             | 12 080    |
| PSV               | Eindhoven  | Philips Stadion            | 36 500    |
| Sparta Rotterdam  | Rotterdam  | Sparta Stadion Het Kasteel | 11 926    |
| Twente            | Enschede   | De Grolsch Veste           | 30 205    |
| FC Utrecht        | Utrecht    | Stadion Galgenwaard        | 23 750    |
| Vitesse           | Gelredome  | Arnhem                     | 25 500    |
| VVV-Venlo         | Venlo      | De Koel                    | 8 000     |
| RKC Waalwijk      | Waalwijk   | Mandemakers Stadion        | 7 500     |
| Willem II Tilburg | Tilburg    | Koning Willem II Stadion   | 14 700    |
| PEC Zwolle        | Zwolle     | MAC³PARK Stadion           | 14 000    |

## Namn
Åren 1990-1999 hette den officiellt PTT Telecompetitie (efter sponsorn PTT Telecom), vilket 1999 ändrades till KPN Telecompetitie och år 2000 till KPN Eredivisie. 2002-2005 var namnet officiellt Holland Casino Eredivisie. Från och med säsongen 2005/2006 sponsrar lotteriet Sponsorloterij, men av juridiska skäl tillåts inte detta namn.